# Campeonato de Tercera División de Costa Rica 1976
El Campeonato de Fútbol de Tercera División 1976, fue la edición número 53 de (Segunda División B de Ascenso) en disputarse, organizada por la FEDEFUTBOL. Siendo el campeón de la temporada 1975-76 la Selección de Santa Bárbara.
Este campeonato constó de 101 equipos debidamente inscritos en la Federación Nacional de Fútbol Aficionado (CONAFA). Renombrado en 1982 como Asociación Costarricense de Fútbol Aficionado (ANAFA).

## La clasificación por la Segunda División de Ascenso se dividió en 15 Regiones en todo el país
| 2.ª. División de Ascenso por Limón (Región 1) | 2.ª. División de Ascenso por Limón (Región 1) |
| --------------------------------------------- | --------------------------------------------- |
| 1                                             | Bananita de Limón                             |
| 2                                             | Selección de Matina                           |
| 3                                             | Selección de La Estrella                      |
| 4                                             | Selección de Talamanca                        |

| 2.ª. División de Ascenso por Guápiles (Región 2) | 2.ª. División de Ascenso por Guápiles (Región 2) |
| ------------------------------------------------ | ------------------------------------------------ |
| 1                                                | Guápiles F.C                                     |
| 2                                                | Selección de Guácimo                             |
| 3                                                | Selección de Río Frío de Pococí                  |

| 2.ª. División de Ascenso por Cartago (Región 3) | 2.ª. División de Ascenso por Cartago (Región 3) |
| ----------------------------------------------- | ----------------------------------------------- |
| 1                                               | Independiente de Santa Rosa de Turrialba        |
| 2                                               | Selección de Río Jiménez                        |
| 3                                               | Selección de Siquirres                          |

| 2.ª. División de Ascenso por Cartago (Región 4) | 2.ª. División de Ascenso por Cartago (Región 4) |
| ----------------------------------------------- | ----------------------------------------------- |
| 1                                               | A.D. Once Tigres                                |
| 2                                               | Selección de Oreamuno                           |
| 3                                               | Selección de El Guarco                          |
| 4                                               | Huracán de Paraíso                              |
| 5                                               | Selección de La Unión de Tres Ríos              |
| 6                                               | Selección de Alvarado                           |

| 2.ª. División de Ascenso por San José (Región 5) | 2.ª. División de Ascenso por San José (Región 5) |
| ------------------------------------------------ | ------------------------------------------------ |
| 1                                                | A.C.D. San Miguel                                |
| 2                                                | Santo Tomas de Moravia                           |
| 3                                                | A.D. Valencia de Curridabat                      |
| 4                                                | Deportivo Copey de Tibás                         |
| 5                                                | Selección de Montes de Oca                       |
| 6                                                | Selección de Coronado                            |

| 2.ª. División de Ascenso por San José (Región 6) | 2.ª. División de Ascenso por San José (Región 6) |
| ------------------------------------------------ | ------------------------------------------------ |
| 1                                                | A.D. Municipal Buenos Aires                      |
| 2                                                | Selección de León Cortés                         |
| 3                                                | Selección de Terrazú                             |
| 4                                                | Selección de Pérez Zeledón                       |
| 5                                                | Selección de Dota                                |

| 2.ª. División de Ascenso por San José (Región 7) | 2.ª. División de Ascenso por San José (Región 7) |
| ------------------------------------------------ | ------------------------------------------------ |
| 1                                                | Selección de Cristo Rey                          |
| 2                                                | Selección de Lomas de Ocloro                     |
| 3                                                | San José F.C                                     |
| 4                                                | Deportivo Plaza González Víquez                  |
| 5                                                | Club Sociedad Gimnástica Española                |
| 6                                                | A.D. San Gerardo de Zapote                       |
| 7                                                | Selección de San Sebastián                       |
| 8                                                | Selección de San Francisco de Dos Ríos           |
| 9                                                | Selección de Aserrí                              |
| 10                                               | Selección de Alajuelita                          |
| 11                                               | A.D. Selección de Desamparados                   |
| 12                                               | C.S. La Libertad                                 |

| 2.ª. División de Ascenso por San José (Región 8) | 2.ª. División de Ascenso por San José (Región 8) |
| ------------------------------------------------ | ------------------------------------------------ |
| 1                                                | A.D. Pavas                                       |
| 2                                                | Selección de Mora                                |
| 3                                                | Selección de Sagrada Familia                     |
| 4                                                | Selección de La Uruca                            |
| 5                                                | Selección de Mata Redonda                        |
| 6                                                | Selección de Santa Ana                           |
| 7                                                | Selección de Puriscal                            |

| 2.ª. División de Ascenso por Heredia (Región 9) | 2.ª. División de Ascenso por Heredia (Región 9) |
| ----------------------------------------------- | ----------------------------------------------- |
| 1                                               | San Lorenzo F.C                                 |
| 2                                               | A.D. Selección Floreña                          |
| 3                                               | Selección de Santa Bárbara                      |
| 4                                               | Selección de San Pablo de Heredia               |
| 5                                               | Deportivo Quesada de San Isidro                 |
| 6                                               | Selección de Belén Calle Flores                 |
| 7                                               | Deportivo Once Estrellas del Barreal            |
| 8                                               | Selección de Santo Domingo                      |
| 9                                               | Deportivo Peñarol de San Pedro de Barva         |
| 10                                              | Club Deportivo Caribe                           |
| 11                                              | AD Yuba Paniagua                                |
| 12                                              | A.D. Barveña                                    |
| 13                                              | San Francisco F.C                               |
| 14                                              | U.N.A                                           |
| 15                                              | Independiente de Plaza Iglesias                 |
| 16                                              | Selección de San Isidro                         |
| 17                                              | Club Deportivo La Flor                          |
| 18                                              | Selección de Barva                              |

| 2.ª. División de Ascenso por Alajuela (Región 10) | 2.ª. División de Ascenso por Alajuela (Región 10) |
| ------------------------------------------------- | ------------------------------------------------- |
| 1                                                 | A.D. Sarchi de Valverde Vega                      |
| 2                                                 | A.D. Cooperativa Victoria de Grecia               |
| 3                                                 | Naranjo F.C                                       |
| 4                                                 | Selección de Palmares                             |
| 5                                                 | Selección de San Ramón                            |
| 6                                                 | A.D. Alfaro Ruiz                                  |
| 7                                                 | Selección de Atenas                               |
| 8                                                 | Selección de Poás                                 |
| 9                                                 | A.D. Grecia                                       |

| 2.ª. División de Ascenso por Zona Norte (Región 11) | 2.ª. División de Ascenso por Zona Norte (Región 11) |
| --------------------------------------------------- | --------------------------------------------------- |
| 1                                                   | Pital F.C                                           |
| 2                                                   | Selección de Alfaro Ruiz                            |
| 3                                                   | Selección de Los Chiles                             |

| 2.ª. División de Ascenso por Guanacaste (Región 12) | 2.ª. División de Ascenso por Guanacaste (Región 12) |
| --------------------------------------------------- | --------------------------------------------------- |
| 1                                                   | Selección de Tilarán                                |
| 2                                                   | Selección de Bagaces                                |
| 3                                                   | Selección de Upala                                  |
| 4                                                   | Selección de Las Juntas en Abangares                |
| 5                                                   | Selección de Guatuso                                |
| 6                                                   | Selección de La Cruz                                |
| 7                                                   | Selección de Cañas                                  |
| 8                                                   | Selección de Liberia                                |

| 2.ª. División de Ascenso por Guanacaste (Región 13) | 2.ª. División de Ascenso por Guanacaste (Región 13) |
| --------------------------------------------------- | --------------------------------------------------- |
| 1                                                   | Nandayure F.C                                       |
| 2                                                   | GISA de Nicoya                                      |
| 3                                                   | Selección de Santa Cruz                             |
| 4                                                   | Selección de Hojancha                               |
| 5                                                   | Selección de Carrillo                               |

| 2.ª. División de Ascenso por Puntarenas (Región 14) | 2.ª. División de Ascenso por Puntarenas (Región 14) |
| --------------------------------------------------- | --------------------------------------------------- |
| 1                                                   | Asturias de Puntarenas                              |
| 2                                                   | Selección de San Mateo                              |
| 3                                                   | Selección de Montes de Oro                          |
| 4                                                   | Selección de Esparza                                |
| 5                                                   | Selección de Chacarita                              |
| 6                                                   | Selección de Jicaral                                |
| 7                                                   | Selección de Lepanto                                |

| 2.ª. División de Ascenso por Puntarenas (Región 15) | 2.ª. División de Ascenso por Puntarenas (Región 15) |
| --------------------------------------------------- | --------------------------------------------------- |
| 1                                                   | Selección Aguirre (Quepos)                          |
| 2                                                   | Municipal Parrita                                   |
| 3                                                   | Selección de Turrubares                             |

## Formato del Torneo
Se jugaron dos vueltas, en donde los equipos debían enfrentarse todos contra todos. Posteriormente se juega una octagonal y cuadrangular final (2.ª. División de Ascenso) para ascender a un nuevo inquilino para la Segunda División de Costa Rica.

## Campeón Monarca de Tercera División de Costa Rica 1976-77
| Tercera División por CONAFA 1976                                           | Tercera División por CONAFA 1976 |
| -------------------------------------------------------------------------- | -------------------------------- |
| Campeón Nacional de Tercera División de Costa Rica 1976. A.C.D. San Miguel |                                  |

## Ligas Superiores
- Primera División de Costa Rica 1976

- Campeonato de Segunda División de Costa Rica 1976-1977

## Ligas Inferiores
- Campeonato Juvenil de Costa Rica por CONAFA 1976

- Terceras Divisiones Distritales, Independientes y de Canchas Abiertas

## Torneos
| Predecesor: Campeonato 1975 | Tercera División de Costa Rica Campeonato 1976 | Sucesor: Campeonato 1977 |